# Grazyna Bluff
Das Grazyna Bluff ist ein rund 600 m hohes Felsenkliff auf der antarktischen Ross-Insel.  Es ragt 2,5 km nordnordöstlich des Turks Head im südlichen Teil des Turks Head Ridge auf.
Das Advisory Committee on Antarctic Names benannte das Kliff im Jahr 2000 auf Vorschlag des neuseeländischen Geochemikers Philip Raymond Kyle nach Grażyna Zreda-Gostyńska, die der Mannschaft des New Mexico Institute of Mining and Technology aus Socorro zur Erkundung des Mount Erebus zwischen 1989 und 1990 angehört hatte.